# Samuel Wysocki
Samuel Wysocki, SP (ur. 20 października 1706 w Sandomierzu, zm. 1 marca 1771 w Warszawie) – pijar, kaznodzieja.
6 sierpnia 1724 wstąpił do zakonu Pijarów. Uczył wymowy w szkołach swego zgromadzenia, następnie był kaznodzieją w Krakowie i Warszawie. W 1751 będąc prowincjałem został mianowany konsultorem prowincji i rektorem domu warszawskiego. Pod nazwiskiem Samuela S. Floriano wydał przeszło 25 tomów kazań po polsku i łacinie.

## Dzieła
- Święta całego roku, kazaniami w krakowskiej katedrze i po różnych w Polsce ambonach zapowiadane, 2 tomy, Warszawa 1769;
- Kazania różne, 1750;
- Tractatus de conscribendis Epistolis[2], Kraków 1743 i inne.